# Backlash (2003)
Backlash (2003) foi o quinto evento pay-per-view (PPV) de luta livre profissional do Backlash produzido pela World Wrestling Entertainment (WWE). Foi realizado para lutadores das divisões da marca do Raw e SmackDown!. O evento aconteceu em 27 de abril de 2003, no Worcester Centrum em Worcester, Massachusetts. Foi o primeiro evento Backlash realizado sob o nome WWE depois que a promoção foi renomeada de World Wrestling Federation (WWF) para WWE em maio de 2002. O conceito do pay-per-view foi baseado na reação da WrestleMania XIX.
O evento principal e partida de destaque da marca Raw foi o encontro de Goldberg e The Rock, onde Goldberg, em seu primeiro pay-per-view na WWE, derrotou The Rock por pinfall, seguindo um spear e um jackhammer. A partida em destaque na eliminatória foi uma luta pelo Campeonato da WWE do SmackDown!, entre John Cena e o atual campeão, Brock Lesnar, onde Lesnar derrotou Cena por pinfall após um F-5. A outra luta predominante na eliminatória foi uma luta de seis homens da marca Raw entre a equipe de Triple H, Ric Flair e Chris Jericho enfrentando Shawn Michaels, Kevin Nash e Booker T. Triple H, Flair e Jericho venceram a luta por pinfall, após Triple H acertar Nash com uma marreta. A partida undercard predominante do SmackDown! marca foi o encontro de Big Show e Rey Mysterio, onde Big Show derrotou Mysterio após um chokeslam.
O evento arrecadou US$ 450.000 com 10.000 ingressos vendidos e teve uma taxa de compra de 0,67. Após o evento, Goldberg iniciou uma rivalidade com Chris Jericho. No Bad Blood, Goldberg derrotou Jericho por pinfall após uma jackhammer. Brock Lesnar começou uma história com Big Show durante o Campeonato da WWE. No Judgment Day, Lesnar derrotou Big Show em uma luta Stretcher para reter o Campeonato da WWE. Triple H se envolveu em uma história com Kevin Nash sobre o Campeonato Mundial de Pesos Pesados. No Judgment Day, Nash derrotou Triple H por desqualificação; devido aos regulamentos da WWE, Triple H manteve o campeonato.

## Produção

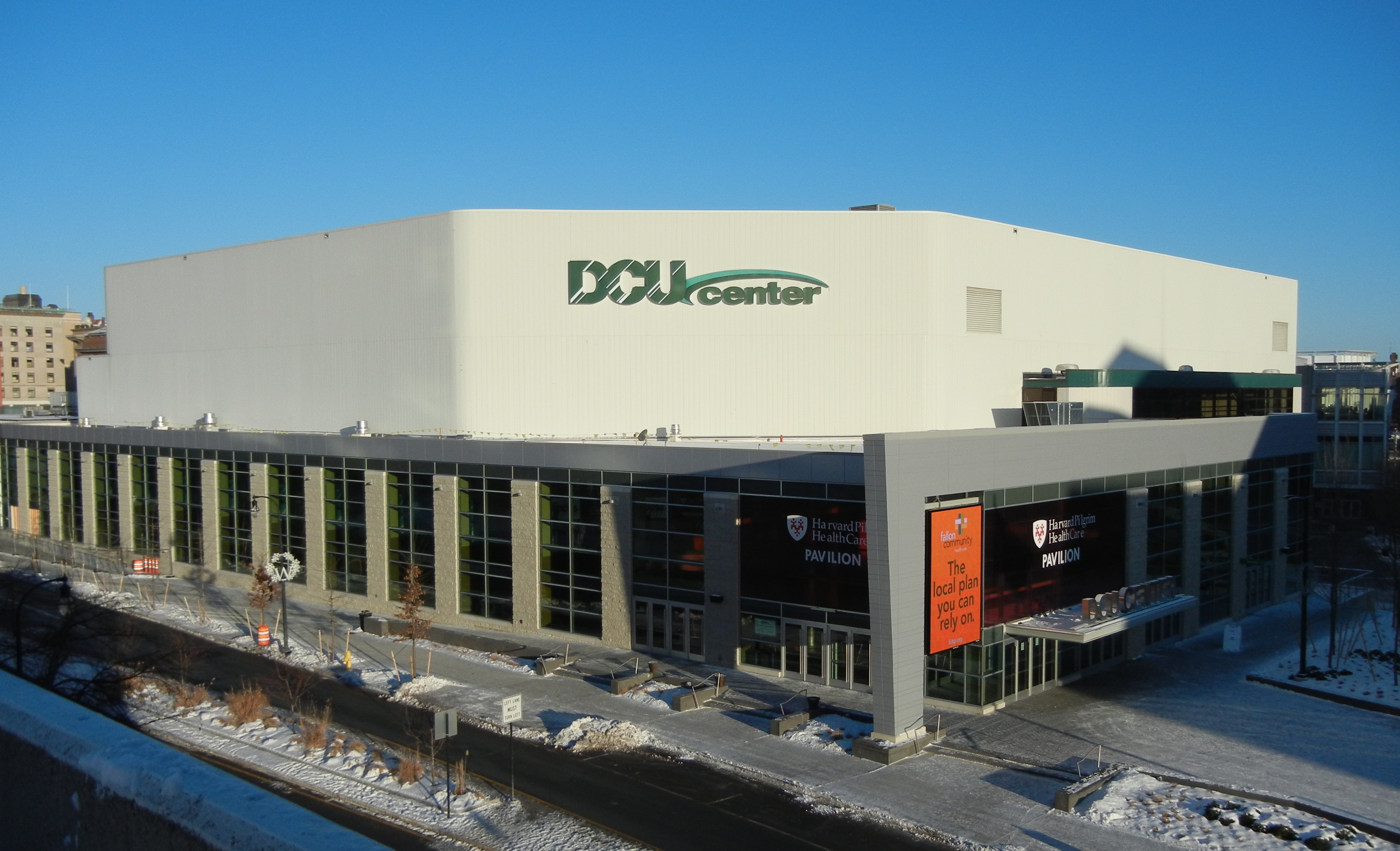
O evento foi realizado no Worcester Centrum em Worcester, Massachusetts.

### Introdução
Backlash é um evento pay-per-view (PPV) criado pela World Wrestling Entertainment (WWE) em 1999. O conceito do pay-per-view foi baseado na reação do principal evento da WWE, WrestleMania. O evento de 2003 foi o quinto Backlash e contou com a reação da WrestleMania XIX. Foi programado para acontecer em 27 de abril de 2003, no Worcester Centrum em Worcester, Massachusetts e contou com lutadores das divisões da marca do Raw e SmackDown!. Foi também o primeiro evento Backlash realizado sob o nome WWE depois que a empresa mudou seu nome de World Wrestling Federation (WWF) para WWE em maio de 2002.

### Rivalidades

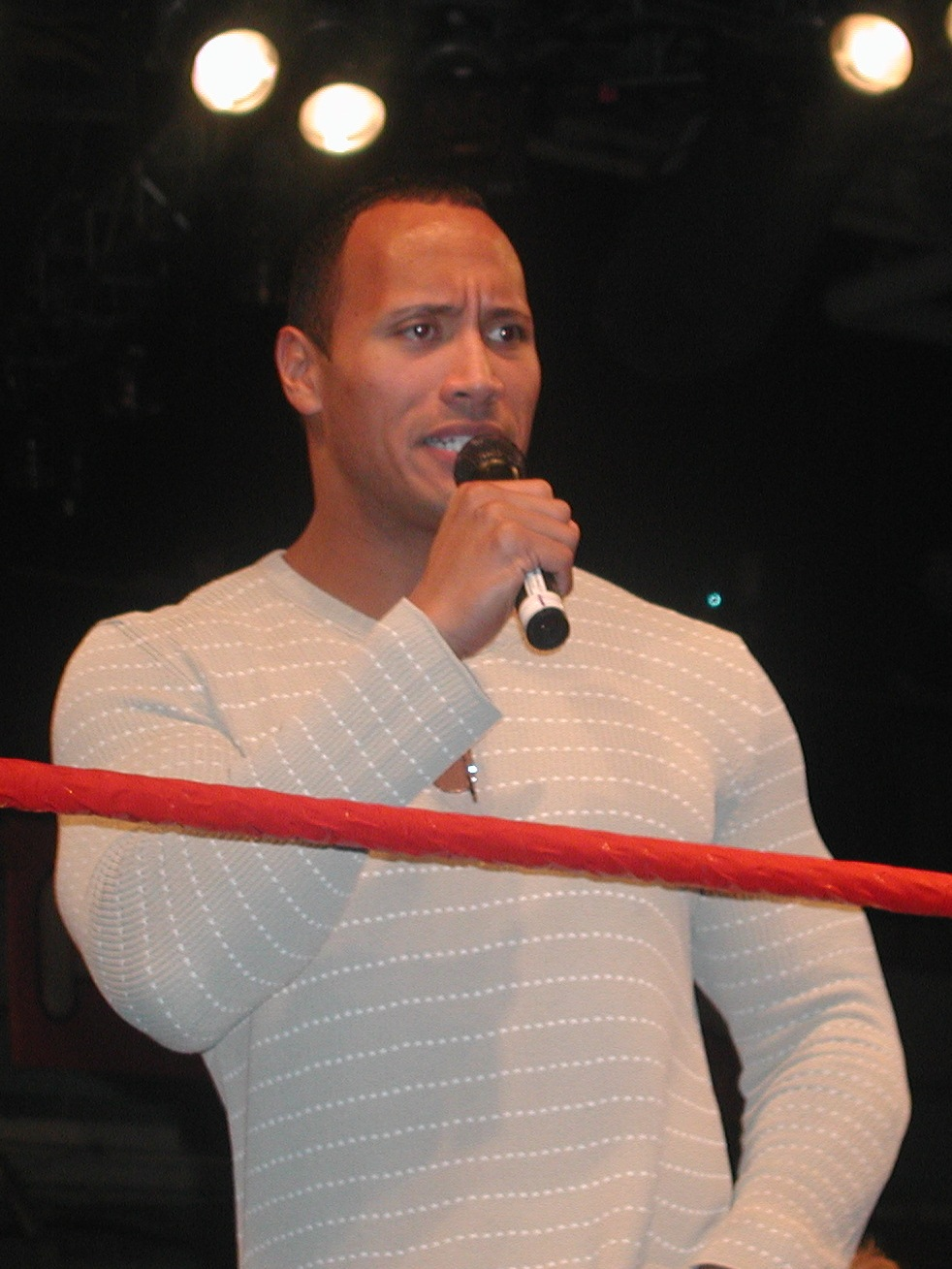
The Rock rivalizou com Goldberg rumo ao Backlash

O evento principal do Backlash foi o encontro de Goldberg e The Rock; a principal rivalidade da marca Raw no início do evento. A rivalidade começou no episódio do Raw de 31 de março, onde The Rock realizou um segmento intitulado Rock Appreciation Night, segmento destinado a promover sua vitória contra Steve Austin na WrestleMania XIX. Durante o segmento, The Rock discutiu a lista de pessoas que derrotou em sua carreira, incluindo Austin, e proclamou que estava deixando a WWE porque não tinha mais nada a realizar e porque os fãs não o apreciavam mais. Goldberg então fez sua estreia na WWE, quando desceu ao ringue e afirmou que seria o próximo desafiante de The Rock. Após o confronto, Goldberg acertou The Rock. No episódio do Raw de 7 de abril, Goldberg e The Rock tiveram outro confronto, onde Goldberg provocou The Rock a responder ao seu desafio, mas The Rock recusou. The Rock finalmente aceitou o desafio de Goldberg no episódio do Raw de 14 de abril via satélite. No episódio do Raw de 21 de abril, a rivalidade se intensificou quando The Rock realizou outro segmento de Rock Concert, onde zombou de Goldberg com Gillberg, um lutador cujo truque era parodiar Goldberg. Mais tarde no segmento, Goldberg apareceu da plateia e entrou no ringue, apenas para que The Rock executasse um Rock Bottom nele.
A outra luta primária no Backlash foi uma luta pelo Campeonato da WWE entre John Cena e o atual campeão, Brock Lesnar. A rivalidade deles começou em 13 de fevereiro no episódio do SmackDown!, durante uma luta mano-a-mano com Lesnar e Cena, que terminou com Lesnar quase encerrando a carreira de Cena usando o F-5 para impulsionar sua perna para o poste do ringue, colocando Cena temporariamente fora de ação. Na WrestleMania XIX, Lesnar disputou o Campeonato da WWE disputado pelo então campeão Kurt Angle. Perto do final da partida, Lesnar estragou enormemente umbotched a shooting star press quando subestimou severamente a distância e não girou totalmente o corpo, batendo a cabeça na lateral e na caixa torácica de Angle. Isso surpreendeu Lesnar e ele sofreu uma forte concussão, o que obrigou Angle a improvisar o final da partida. Lesnar então capitalizou e recuperou o título da WWE. No episódio de 3 de abril do SmackDown!, a gerente geral Stephanie McMahon anunciou um torneio do Campeonato da WWE, onde o vencedor receberia uma luta pelo Campeonato da WWE no Backlash contra Lesnar. John Cena, que havia se recuperado recentemente da lesão na perna mencionada, esteve envolvido no torneio, onde derrotou Chris Benoit na final do episódio de 17 de abril do SmackDown! para ganhar uma partida pelo Campeonato WWE. No episódio de 24 de abril do SmackDown!, sua rivalidade se intensificou durante uma luta do evento principal envolvendo Lesnar e A-Train, onde Cena interferiu ao quebrar uma tentativa de pinfall de Lesnar. Após a luta, Cena acertou Lesnar com sua  trademark chain  e o cinturão do Campeonato da WWE.

## Resultados
| Nº                                          | Resultados                                                                                                  | Estipulações                                                                                       | Tempo |
| ------------------------------------------- | --- | -------------------------------------------------------------------------------------------------- | ----- |
| Heat                                        | Scott Steiner derrotou Rico                                                                                 | Luta individual                                                                                    | 2:27  |
| 1                                           | Time Angle (Shelton Benjamin e Charlie Haas) (c) derrotaram Los Guerreros (Eddie Guerrero e Chavo Guerrero) | Lutas de duplas pelo Campeonato de Duplas da WWE                                                   |       |
| 2                                           | Sean O'Haire (com Roddy Piper) derrotou Rikishi                                                             | Luta individual                                                                                    |       |
| 3                                           | Kane e Rob Van Dam (c) derrotaram The Dudley Boyz (Bubba Ray Dudley e D-Von Dudley)                         | Lutas de duplas pelo Campeonato Mundial de Duplas com Chief Morley como árbitro convidado especial |       |
| 4                                           | Jazz (com Theodore Long) derrotou Trish Stratus (c)                                                         | Luta individual pelo Campeoanto Feminino da WWE                                                    |       |
| 5                                           | Big Show derrotou Rey Mysterio                                                                              | Luta individual                                                                                    |       |
| 6                                           | Brock Lesnar (c) derrotou John Cena                                                                         | Luta individual pelo Campeonato da WWE                                                             |       |
| 7                                           | Triple H, Ric Flair e Chris Jericho derrotaram Shawn Michaels, Kevin Nash e Booker T                        | Luta de duplas de seis homens                                                                      |       |
| 8                                           | Goldberg derrotou The Rock                                                                                  | Luta individual                                                                                    |       |
| (c) – Refere-se aos campeões antes da luta. | | |       |

### Chave do Torneio
|  | Quartas de final | Quartas de final | Quartas de final |              |              | Semifinais | Semifinais | Semifinais |  |  | Final | Final | Final |  |
|  |                  |                  |                  |              |              |            |            |            |  |  |       |       |       |  |
|  | 1                | Chris Benoit     | Sub              |              |              |            |            |            |  |  |       |       |       |  |
|  | 1                | Chris Benoit     | Sub              |              |              |            |            |            |  |  |       |       |       |  |
|  | 8                | A-Train          |                  |              |              |            |            |            |  |  |       |       |       |  |
|  | 8                | A-Train          |                  | Chris Benoit | Chris Benoit | Pin        |            |            |  |  |       |       |       |  |
|  |                  |                  |                  | Chris Benoit | Chris Benoit | Pin        |            |            |  |  |       |       |       |  |
|  |                  |                  | Rhyno            |              |              |            |            |            |  |  |       |       |       |  |
|  | 4                | Big Show         |                  |              |              |            |            |            |  |  |       |       |       |  |
|  | 4                | Big Show         |                  |              |              |            |            |            |  |  |       |       |       |  |
|  | 5                | Rhyno            | DQ               |              |              |            |            |            |  |  |       |       |       |  |
|  | 5                | Rhyno            | DQ               | Chris Benoit |              |            |            |            |  |  |       |       |       |  |
|  |                  |                  |                  |              |              |            |            |            |  |  |       |       |       |  |
|  |                  |                  | John Cena        | John Cena    | Pin          |            |            |            |  |  |       |       |       |  |
|  | 2                | The Undertaker   | John Cena        | John Cena    | Pin          | Pin        |            |            |  |  |       |       |       |  |
|  | 2                | The Undertaker   |                  |              |              |            |            |            |  |  |       |       |       |  |
|  | 7                | Rey Mysterio     |                  |              |              |            |            |            |  |  |       |       |       |  |
|  | 7                | Rey Mysterio     | The Undertaker   |              |              |            |            |            |  |  |       |       |       |  |
|  |                  |                  |                  |              |              |            |            |            |  |  |       |       |       |  |
|  |                  |                  | Pin              | John Cena    |              |            |            |            |  |  |       |       |       |  |
|  | 3                | Eddie Guerrero   | Pin              | John Cena    |              |            |            |            |  |  |       |       |       |  |
|  | 3                | Eddie Guerrero   |                  |              |              |            |            |            |  |  |       |       |       |  |
|  | 6                | John Cena        | Pin              |              |              |            |            |            |  |  |       |       |       |  |